# Ballina (Australie)
Pour les articles homonymes, voir Ballina.
Ballina (ˈbælɪnə) est une ville australienne située dans la zone d'administration locale du comté de Ballina, dont elle est le chef-lieu, en Nouvelle-Galles du Sud.

## Géographie
La ville est située dans la région des Rivières du Nord à l'extrémité nord-est de la Nouvelle-Galles du Sud, à 750 km au nord de Sydney et à 200 km au sud de Brisbane.
La ville est établie au nord de l'embouchure du fleuve Richmond et à proximité du cap Byron, le point le plus à l'est du continent australien. Elle s'étend sur 21,88 km2.

## Histoire
On ne sait pas si le nom vient de la ville irlandaise homonyme (avec laquelle la ville est jumelée) ou d'un mot aborigène. Les premiers habitants de la région étaient les Bundjalung dont la présence est attestée depuis au moins 6 000 ans.
Ballina est fondée dans les années 1840 et devient assez rapidement un port à proximité de l'océan Pacifique.
Le 1er janvier 1977, la municipalité de Ballina est fusionnée avec le comté de Tintebar pour former le comté de Ballina.

## Démographie
La population s'élevait à 7 875 habitants en 2011 et à 8 655 habitants en 2016. La ville est le centre d'une agglomération, comprenant également Ballina Est, Ballina Ouest et Lennox Head, qui regroupait 24 852 habitants en 2016.

## Transports
Ballina possède un aéroport situé au nord de la ville (code AITA : BNK).